# Asociación Española de Traductores, Correctores e Intérpretes
La Asociación Española de Traductores, Correctores e Intérpretes (Asetrad) es una organización fundada en 2003  en España para impulsar el reconocimiento de los traductores, correctores e intérpretes.
Es miembro de la Federación Internacional de Traductores (FIT).

## Socios de honor
Aquí se enumeran los socios de honor de Asetrad junto con el año de su nombramiento:
- Alberto Ballestero (2004)
- José Martínez de Sousa (2005)
- Fernando A. Navarro (2007)
- Valentín García Yebra (2008)
- Herbert Becher (2008)
- Pilar de Luna y Jiménez de Parga (2011)
- María Barbero (2013)
- Alicia Martorell (2013)
- Margaret Clark (2014)
- Red T (2018)
- Mihaela Emilia Dr

(2023)

## Publicaciones
- La Linterna del Traductor
- El Cuaderno de Bitácora